# 4 himmlische Freunde
4 himmlische Freunde (Originaltitel: Heart and Souls) ist eine US-amerikanische Filmkomödie des Regisseurs Ron Underwood aus dem Jahr 1993. In der Komödie sind Robert Downey Jr., Kyra Sedgwick, Charles Grodin, Alfre Woodard und Tom Sizemore zu sehen.

## Handlung
Im Jahr 1959 fahren Julia, Harrison Winslow, Penny Washington und Milo Peck in San Francisco mit einem Oberleitungsbus. Sie sterben nach einem Unfall, und im selben Augenblick wird Thomas geboren, an den sie magisch gebunden sind. Ihre Geister zeigen sich dem kleinen Thomas Reilly. Und er ist auch der einzige, der sie sehen kann. Das beeinflusst den Jungen so sehr, dass die Leute denken, er sei verrückt (redet mit sich selbst und tanzt zu Liedern, die die Geister singen), und daraufhin machen sich die Geister für ihn unsichtbar, um ihm weiteren Ärger zu ersparen.
Nach vielen Jahren ist Reilly bereits erwachsen. Er ist ein Geschäftsmann, seine Beziehung mit Anne kriselt. Die Geister erscheinen ihm wieder. Reilly hilft den Geistern, die in der Lebenszeit unerledigten Angelegenheiten zu regeln. Milo Peck bringt die gestohlenen Briefmarken zurück. Der Sänger Harrison Winslow singt während eines Konzerts. Penny Washington erfährt, was nach ihrem Tod mit ihren Kindern passierte.
Jedes Mal, wenn eine Sache erledigt ist, erscheint der Oberleitungsbus mit dem Geist des Unfallfahrers von ihrem Todestag, um einen der Geister ins Jenseits mitzunehmen. Der letzte Geist, jener von Julia, erfährt, dass Julias Verlobter bereits starb, sodass sie ihm ihre Gefühle nicht mitteilen konnte. Doch sie weist Thomas darauf hin, dass er mit Anne dasselbe macht wie sie mit ihrem Verlobten und dass er nicht ihren Fehler wiederholen dürfe. So sieht sie ihre Sache als erledigt und fährt mit dem Oberleitungsbus ins Jenseits.

## Kritiken
James Berardinelli schrieb auf Reel Views, die Handlung sei unglaubwürdig. Die Gags seien nicht witzig, das Publikum könne sich nicht mit den Charakteren identifizieren. Berardinelli lobte die Darstellung von Tom Sizemore und kritisierte die Darstellungen von Kyra Sedgwick, Alfre Woodard, Charles Grodin sowie Elisabeth Shue.
Rita Kempley verglich den Film in der Washington Post vom 13. August 1993 mit dem Kasperletheater. Die Handlung wirke „mechanisch“.

## Auszeichnungen
Robert Downey Jr. gewann im Jahr 1994 den Saturn Award. Der Film erhielt neun weitere Nominierungen für den Saturn Award, darunter als Bester Fantasyfilm, für die Darsteller Kyra Sedgwick, Charles Grodin, Tom Sizemore und Alfre Woodard, für die Regie von Ron Underwood, für das Drehbuch sowie für die Musik von Marc Shaiman.
Eric Lloyd wurde 1994 für den Young Artist Award nominiert.